# Fontenoy (Henegouwen)
Fontenoy is een dorp in de Belgische provincie Henegouwen, en een deelgemeente van de Waalse stad Antoing.
Fontenoy was een zelfstandige gemeente, tot die bij de gemeentelijke herindeling van 1977 toegevoegd werd aan de gemeente Antoing. Het is vooral bekend door de historische slag bij Fontenoy in 1745.

## Bezienswaardigheden
- De Sint-Michielskerk (Église Saint-Michel) is een classicistisch kerkgebouw uit de 2e helft van de 18e eeuw, in baksteen met natuurstenen omlijstingen.

## Natuur en landschap
Fontenoy ligt te midden van infrastructuur, zoals spoorwegen en autowegen waaronder de E 42. Ten noorden van Fontenoy ligt een grote suikerfabriek, de Sucrerie de Fontenoy. De hoogte van Fontenoy bedraagt 45 meter.

## Demografische ontwikkeling
- Bronnen:NIS, Opm:1831 tot en met 1970=volkstellingen, 1976= inwoneraantal op 31 december

## Nabijgelegen kernen
Antoing, Gaurain, Vezon, Péronnes-lez-Antoing, Maubray